# Davis Cup 1970
In 1970 werd het toernooi om de Davis Cup  voor de 59e keer gehouden. De Davis Cup is het meest prestigieuze tennistoernooi voor landen dat sinds 1900 elk jaar wordt georganiseerd.
De Verenigde Staten won voor de 22e keer de Davis Cup door in de finale West-Duitsland met 5-0 te verslaan.
De deelnemers strijden in de verschillende regionale zones tegen elkaar. De winnaar van elke zone speelt het interzonaal toernooi. De winnaar daarvan speelt tegen de regerend kampioen om de Davis Cup.

## Finale
Verenigde Staten -  West-Duitsland 5-0 (Cleveland (Ohio), Verenigde Staten, 29-31 augustus)

## Interzonaal Toernooi
|  | halve finale 1-4 augustus | halve finale 1-4 augustus |  |        | finale 14-17 augustus | finale 14-17 augustus |
|  |                           |                           |  |        |                       |                       |
|  |                           |                           |  |        |                       |                       |
|  | India                     | 0                         |  |        |                       |                       |
|  | West-Duitsland            | 5                         |  |        |                       |                       |
|  |                           |                           |  |        | West-Duitsland        | 4                     |
|  |                           |                           |  | Spanje | 1                     |                       |
|  | Brazilië                  | 1                         |  |        |                       |                       |
|  | Spanje                    | 4                         |  |        |                       |                       |

Eerst genoemd team speelt thuis

## België
België speelt in de Europese zone.
| datum      | tegenstander   | uitslag | locatie | groep   | ronde        | winst/verlies |
| ---------- | -------------- | ------- | ------- | ------- | ------------ | ------------- |
| 14-06-1970 | West-Duitsland | 0-5     | uit     | EUR udt | halve finale | v             |
| 01-06-1970 | Zuid-Afrika ^  |         | thuis   | EUR udt | kwartfinale  |               |
| 24-05-1970 | Finland        | 4-1     | uit     | EUR udt | 1e ronde     | w             |

^ = trok zich terug

## Nederland
Nederland speelt in de Europese zone.
| datum      | tegenstander | uitslag | locatie | groep   | ronde    | winst/verlies |
| ---------- | ------------ | ------- | ------- | ------- | -------- | ------------- |
| 10-05-1970 | Griekenland  | 1-4     | uit     | EUR udt | 1e ronde | v             |

Nederland werd al in de eerste ronde uitgeschakeld.
| niveau 1 | niveau 2 | niveau 3 | niveau 4 | niveau 5 |

Algemeen · Opzet · Finales · Winnaars 
 België ·  Nederland ·  Aruba ·  Nederlandse Antillen 

1900 · 1901 · 1902 · 1903 · 1904 · 1905 · 1906 · 1907 · 1908 · 1909 · 1910 · 1911 · 1912 · 1913 · 1914 · 1915 · 1916 · 1917 · 1918 · 1919 · 1920 · 1921 · 1922 · 1923 · 1924 · 1925 · 1926 · 1927 · 1928 · 1929 · 1930 · 1931 · 1932 · 1933 · 1934 · 1935 · 1936 · 1937 · 1938 · 1939 · 1940 · 1941 · 1942 · 1943 · 1944 · 1945 · 1946 · 1947 · 1948 · 1949 · 1950 · 1951 · 1952 · 1953 · 1954 · 1955 · 1956 · 1957 · 1958 · 1959 · 1960 · 1961 · 1962 · 1963 · 1964 · 1965 · 1966 · 1967 · 1968 · 1969 · 1970 · 1971 · 1972 · 1973 · 1974 · 1975 · 1976 · 1977 · 1978 · 1979 · 1980 · 1981 · 1982 · 1983 · 1984 · 1985 · 1986 · 1987 · 1988 · 1989 · 1990 · 1991 · 1992 · 1993 · 1994 · 1995 · 1996 · 1997 · 1998 · 1999 · 2000 · 2001 · 2002 · 2003 · 2004 · 2005 · 2006 · 2007 · 2008 · 2009 · 2010 · 2011 · 2012 · 2013 · 2014 · 2015 · 2016 · 2017 · 2018 · 2019 · 2020-2021 · 2022 · 2023 · 2024 · 2025